# Balgarska Armijastadion
Het Balgarska Armijastadion, Bulgaars:стадион „Българска армия“, (Nederlands: Stadion van het Bulgaarse Leger) is een multifunctioneel stadion in de Bulgaarse hoofdstad Sofia. De voetbalclub CSKA Sofia maakt gebruik van dit stadion. Het stadion is verdeeld in verschillende secties, in totaal kunnen er 22.000 toeschouwers in.
In het verleden heeft het stadion verschillende namen gedragen. Bij de opening in 1923 werd het stadion Atletiekpark genoemd en was het de thuishaven van AS 23 Sofia. In 1944 moest de club gedwongen fuseren met andere clubs en ging als Tsjavdar Sofia gebruik maken van dit stadion, de naam werd nu Tsjavdarstadion. In 1948 kwam uit deze club het huidige CSKA voort. Tussen 1948 en 1990 werd het Narodina Armiastadion genoemd. Het oude stadion werd afgebroken en opnieuw opgebouwd in de periode van 1965 tot 1967.